# Rasm al-Ward
Rasm al-Ward (tiếng Ả Rập: رسم الورد) là một ngôi làng Syria nằm ở Al-Hamraa Nahiyah ở huyện Hama, Hama. Theo Cục Thống kê Trung ương Syria (CBS), Rasm Elward có dân số 483 trong cuộc điều tra dân số năm 2004.